# Alucita desmodactyla
Alucita desmodactyla är en fjärilsart som beskrevs av Philipp Christoph Zeller 1847. Alucita desmodactyla ingår i släktet Alucita och familjen mångfliksmott, (Alucitidae). Inga underarter finns listade i Catalogue of Life.